# Wiktor Czernow
Wiktor Michajłowicz Czernow, ros. Виктор Михайлович Чернов (ur. 25 listopada?/7 grudnia 1873 w Chwałyńsku, zm. 15 kwietnia 1952 w Nowym Jorku) – rosyjski polityk, pisarz polityczny, rewolucjonista i działacz państwowy. Współzałożyciel i jeden z przywódców Partii Socjalistów-Rewolucjonistów. W 1917 minister rolnictwa w Rządzie Tymczasowym. 18 stycznia 1918 wybrany przewodniczącym Wszechrosyjskiego Zgromadzenia Ustawodawczego, później przewodniczący Komitetu Członków Zgromadzenia Ustawodawczego (Komucza). Od 1920 na emigracji.

## Życiorys
18 stycznia 1918 został wybrany przewodniczącym Konstytuanty ze wskazania Partii Socjalistów-Rewolucjonistów, zwycięzcy demokratycznych wyborów w listopadzie 1917. Swoją funkcję pełnił tylko przez jeden dzień, nad ranem 19 stycznia parlament został rozpędzony siłą przez bolszewików. Do maja 1918 przebywał w Moskwie, potem przedostał się do Samary i został przewodniczącym Komucza. W marcu 1919 wrócił do Moskwy. Był ścigany przez Czeka, brał udział w wydawaniu podziemnych gazet i ulotek.
We wrześniu 1920 wyjechał do Estonii. Od 1922 przebywał w Niemczech. W 1931 wyemigrował do Francji. W przeddzień wkroczenia wojsk niemieckich do Paryża przeniósł się na wyspę Oléron, a następnie do Lizbony. W czerwcu 1941 przeniósł się do Stanów Zjednoczonych. W 1942 opublikował list otwarty do Stalina o potrzebie zjednoczenia wszystkich rosyjskich sił antyfaszystowskich. Po bitwie pod Stalingradem zainteresowanie jego osobą straciły władze amerykańskie, które wcześniej udzielały mu wsparcia finansowego. Zarabiał na życie, pisząc artykuły i pamiętniki.

## Polonica
Wiktor Czernow był obecny na odczycie Józefa Piłsudskiego w Towarzystwie Geograficznym w Paryżu 21 lutego 1914 roku, na którym Piłsudski przedstawił prognozę wybuchu wojny światowej i jej przebiegu. Czernow zapisał:

Piłsudski z przekonaniem przewidywał w najbliższej przyszłości austriacko-rosyjską wojnę z powodu Bałkanów. Nie miał wątpliwości co do tego, że za Austrią staną – a właściwie już stoją – Niemcy. Wyraził następnie przekonanie, że Francja nie będzie mogła pozostać biernym świadkiem konfliktu: dzień, w którym Niemcy wystąpią otwarcie po stronie Austrii, spowoduje nazajutrz dla Francji konieczność – z mocy obowiązującego ją układu – interwencji po stronie Rosji. Wreszcie twierdził, że Anglia nie będzie mogła pozostawić Francji na łaskę losu. Jeśli zaś połączone siły Anglii i Francji będą niedostateczne, wciągnięta będzie, prędzej czy później, po ich stronie Ameryka. Następnie, analizując potencjał wojenny wszystkich tych mocarstw, Piłsudski postawił wyraźne pytanie: jaki będzie przebieg i czyim zwycięstwem zakończy się wojna? Jego odpowiedź brzmiała: Rosja będzie pobita przez Austrię i Niemcy, a te z kolei będą pobite przez siły anglo-francuskie (lub anglo-amerykańsko-francuskie). Wschodnia Europa będzie pobita przez środkową Europę, a środkowa z kolei przez zachodnią. To wskazuje Polakom kierunek ich działań.

## Prace
- Земля и право, Piotrogród 1917;
- Наша программа, Piotrogród 1917;
- Основные вопросы пролетарского движения, Piotrogród 1918;
- Интернационал и война, Genewa 1915;
- Война и третья сила, Genewa 1915;
- Марксизм и славянство, Piotrogród 1917;
- Германская социал-демократия на распутьи, Piotrogród 1917;
- Сквозь туман грядущего, Piotrogród 1917;
- Военная реформа, Piotrogród 1917;
- Записки социалиста-революционера, T. 1, Berlin 1922;
- Рождение революционной России, Paryż-Praga-Nowy Jork, 1934;
- Перед бурей, Nowy Jork 1953. (wspomnienia)
- В партии социалистов-революционеров: Воспоминания о восьми лидерах Sankt Petersburg 2007 ISBN 978-5-86007-510-8